# Evangelický kostel (Opatov)
Evangelický kostel v Opatově je kostelem sboru Českobratrské církve evangelické v Opatově. Kostel je obdélnou jednolodní pseudorománskou stavbou dle návrhu Josefa Bláhy, součástí kostela je osmiboká věž na čelní straně, stavba je členěna opěrnými pilíři. Kostel je chráněn jako kulturní památka České republiky.

## Historie
Sbor v obcí působil od roku 1857, kdy již v roce 1781 se více než polovina obyvatel obce přihlásila k evangelické víře, nejbližší sbor byl tehdy ve Strměchách. V roce 1862 byla sepsána listina, kde se občané evangelického vyznání zavázali platit faráře, zřídit faru a postavit kostel, sbor pak byl jako samostatný vyhlášen oficiálně až v roce 1863. Roku 1858 byla pořízena usedlost v obci, ta byla upravena na evangelickou faru a mezi lety 1864 a 1868 byl postaven kostel. Za farou byl následně v roce 1870 zřízen i evangelický hřbitov.
Roku 1879 kostel, fara a mnoho dalších domů v obci vyhořelo, fara a kostel byly opraveny. Už od roku 1832 v obci působila soukromá katolická škola, ta působila v obci až do roku 1916, kdy byla zrušena. Od roku 2017 v obci opět působí evangelický farář.